# Helga Trenkwalder
Helga Trenkwalder, geborene Helga Piesl, (* 1941 in Salzburg; † März 2020) war österreichische Vorderasiatische Archäologin und Altorientalistik und Spezialistin für Mesopotamien. Sie betreute ab 1978 archäologische Ausgrabungen im Irak.

## Leben und Forschung

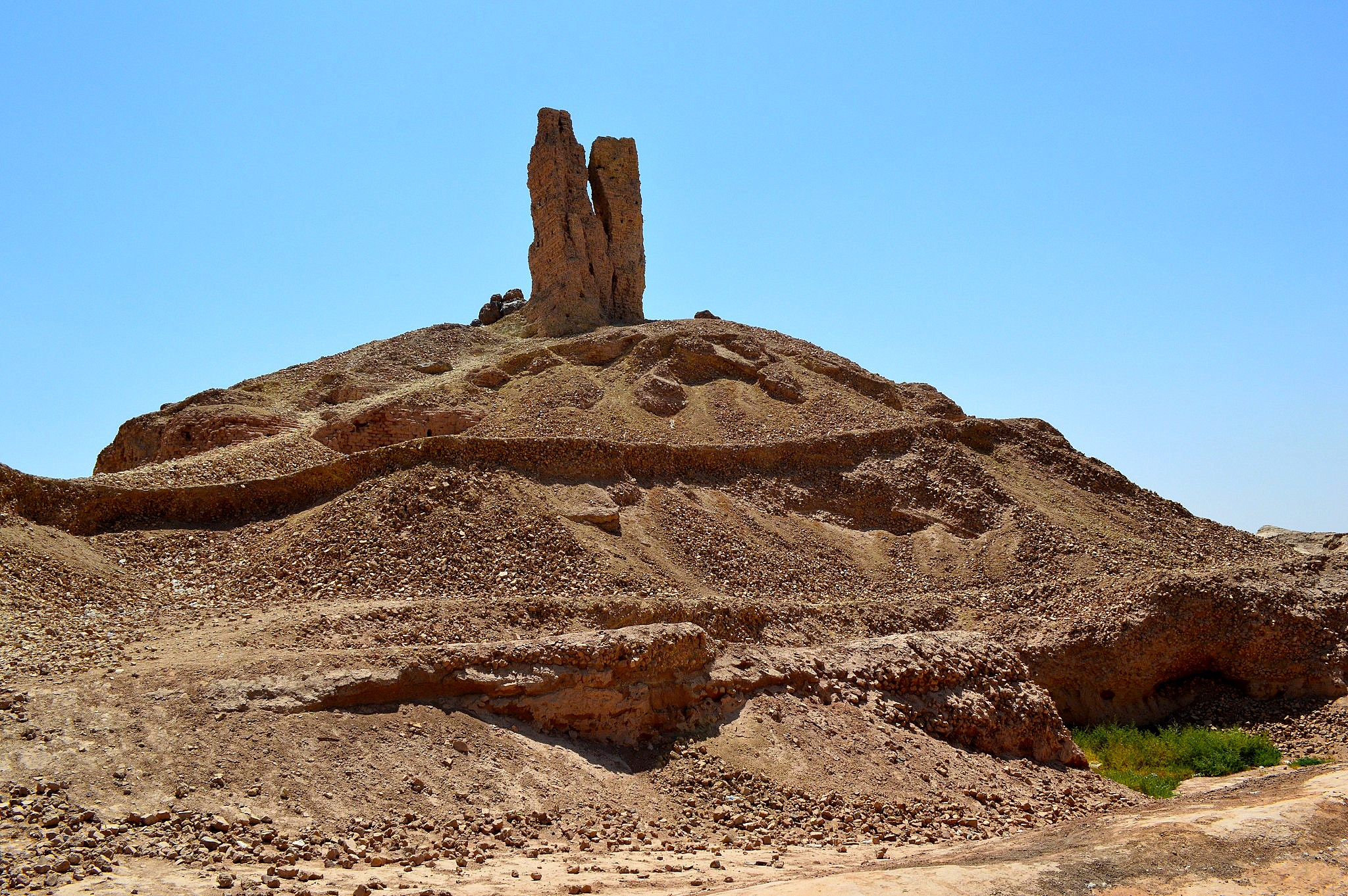
Ruinen des Stufenturms und des dem Gott Nabu geweihten Tempel in Borsippa, Irak

Nach der Matura 1959 in Salzburg belegte Helga Trenkwalder (geb. Piesl) die Studienfächer Englisch und Geschichte an der Universität Innsbruck, ab 1960 zudem Altorientalistik. 1967 erfolgte die Promotion mit dem Thema „Vom Präanthropomorphismus zum Anthropomorphismus“ und anschließend folgte ab 1968 eine Tätigkeit als Universitätsassistentin an der Universität Innsbruck. 1982 wurde sie im Fach Altorientalistik mit der Schrift „Totenkult oder Ahnenkult im alten Mesopotamien?“ habilitiert.
Während ihres Studiums war Helga Trenkwalder 1972 und 1973 für archäologische Ausgrabungen unter der Leitung der Universität Gent im Irak. Von 1978 bis 1979 leitete sie auf Einladung des Department of Antiquities in Bagdad die ersten österreichischen Ausgrabungen, insgesamt drei Rettungsgrabungen in Tell Ababra, im Zuge des Staudammprojekts „Gebel Hamrin“ im Diyala-Gebiet.
1980 begann sie – gemeinsam mit Wilfred Allinger-Csollich – in Borsippa (heute Birs Nimrud), südlich von Bagdad, Ausgrabungen, die sie – mit Unterbrechungen durch ersten und zweiten Golfkrieg – bis 2003 leitete. Daraus ging das Forschungsprojekt „Vergleichende Studien Babylon-Borsippa“ hervor. Bei den Ausgrabungen sind neben zahlreichen Kulturgütern u. a. Reste des Stufenturmes Euriminanki („Haus der sieben Befehlshaber des Himmels und der Erde“) als Teil des Zikkurat sowie Teile des Nabu-Heiligtums (Ezida) aus babylonischer Zeit freigelegt worden. 1983 betreute sie außerdem Rettungsgrabungen im Rahmen des „Eksi-Mossul“-Staudammprojektes.
Von 1987 bis 2006 war Helga Trenkwalder a.o. Professorin für Altorientalistik an der Universität Innsbruck und von 1987 bis 2000 war sie Vorständin des Instituts für Altorientalistik. Ab 1999 leitete sie die Zweigstelle Innsbruck der Orient-Gesellschaft Hammer-Purgstall.

## Auszeichnungen
2003 wurde sie von der UNESCO in das Koordinationskomitee zum Schutz der Kulturgüter im Irak berufen. Von 2003 bis 2010 war sie Mitglied der Task Force des Generaldirektors für den Irak. 2003 wurde ihr das Österreichische Ehrenkreuz für Wissenschaft und Kunst 1. Klasse verliehen. 2000 erhielt sie die Ehrenmedaille in Gold für Verdienste um die Österreichische Orient-Gesellschaft Hammer-Purgstall.

## Publikationen (Auswahl)
- unter Trenkwalder-Piesl: Vom Präanthropomorphismus zum Anthropomorphismus. Entwicklungsstadien im altmesopotamischen Pantheon dargestellt am präanthropomorphen „kur“ und an der Gottheit „den.lil2“ (= Innsbrucker Beiträge zur Kulturwissenschaft. Sonderheft 28). IUP, Innsbruck 1969 (Dissertation)
- mit Wolfgang Meid (Hrsg.): Im Bannkreis des Alten Orients: Studien zur Sprach. und Kulturgeschichte des Alten Orients und seiner Ausstrahlungsraumes: Karl Oberhuber zum 70. Geburtstag gewidmet (= Innsbrucker Beiträge zur Kulturwissenschaft. Band 24). AMŒ, Innsbruck 1986, ISBN 3-85124-113-4.
- (Hrsg.): Geisteswissenschaft, Naturwissenschaft, Technik. Interdisziplinäres Gespräch anhand konkreter Projekte. Innsbruck, 06. – 07. März 1986. Studia, Innsbruck 1987.
- Sumerische Babylonische Religion. In: Johann Figl (Hrsg.): Handbuch Religionswissenschaft: Religionen und ihre zentralen Themen. Vandenhoeck & Ruprecht, Göttingen 2003, ISBN 978-3-525-50165-8.